# Boćarski klub Drenova
Boćarski klub Drenova je boćarski klub s Drenove, Hrvatska.

## Povijest
Boćanje kao rekreacija povezano je uz Drenovu i Drenovčane, po dostupnim i provjerenim podacima, od 20.-tih godina prošlog stoljeća. U prvo se vrijeme boćalo po cesti, zatim na označenim i obilježenim igralištima u predjelima Terčevo selo i na Komunade, da bi početkom 1920. godine gostioničar VICE ŠTEFAN - ŠIMUNOV dao izgraditi dva joga na Lokvi (Tancurica). Otvorenjem "Narodnog doma" na Lokvi (Gornja Drenova) 1929. godine,  izgrađena su i tri nova joga, tako da postoji i podatak (kojega je potrebno provjeriti) o registraciji boćarskog kluba te iste godine. U godinama koje su slijedile još su se izgradila dva boćališta, jedno s dvije staze i jedno jednostazno na Donjoj Drenovi. Igralište s dvije staze napravljeno je uz gostionicu "Pul Trumana", dok je ono s jednom stazom napravljeno kod gostionice na Brdini "Pul Titota", gdje je 1968. ujedno i počela organizirana aktivnost boćanja, koja je neposredno prethodila osnivanju društva.
Rekreativno igranje trajalo je sve do kasnih 60.-tih godina, kada je grupa zanesenjaka i ljubitelja boćanja i društvenog života okupljenih oko inicijativnog odbora za registraciju boćarskog društva, utemeljila 1969.godine Boćarsko društvo Drenova. U društvo su se masovno upisivali članovi, tako da se broj članova svake godine povećavao od početnih 144, pa sve do preko 200 (najviše). 
Veliki angažman i spremnost u dragovoljnom radu pokazali su svi članovi društva, koji su vlastitim radom ili novčanim prilozima izgradili društvene prostorije i dva igrališta. Za ono vrijeme bio je to uistinu impresivan objekt s bogatim i sadržajnim prostorima. Osim toga prostora, klub je 1987. godine u višegodišnji najam od Grada Rijeke dobio klupski buffet za članstvo, koji je prvotno dotjeran i adaptiran u isključivoj režiji kluba i donatora.
Muška ekipa natječe se trenutno u Međuopćinskoj ligi Rijeke, a kroz godine postojanja ostvarili su u i vrhunske rezultate tako da su tri puta bili ekipni prvaci Hrvatske, a najistaknuriji članovi bili su i svjetski prvaci u pojedinim kategorijama.
Skupina zainteresiranih žena pod okriljem BK Drenova, osnovala je svoju žensku sekciju pri klubu i aktivno se uključila u ligaška ženska natjecanja.
Osim klupskog boćanja, svakako je zanimljiv i podatak da su čak trojica članova BK Drenova, koji su dali veliki doprinos boćarskom športu, bili ili još uvijek jesu međunarodni sudci FIB-a ( međunarodna boćarska organizacija ). Taj podatak dobiva posebno značenje, s obzirom na to da je s cijelog područja Hrvatske od osnutka FIB-a 1946. godine bilo ukupno 9 sudaca!
Dakle, može se zaključiti da su boćanje i Drenova na jedan gotovo čudesan način međusobno prožeti. Poput drena, za čiji se nadzemni dio biljke čini da se nepovratno suši, dok korijen ostaje itekako živ i tko zna kada će ponovno izniknuti!

## Poznati igrači
- Dinko Beaković, drž. reprezentativac, osvajač odličja na EP i SP, višestruki drž. prvak
- Čedo Vukelić, višestruki drž. prvak
- Zlatko Jugo
- Rafael Puharić, reprezentativac SR Hrvatske
- Zoran Cuculić, osvajač bronce na SP za mlade do 18 godina
- Dejan Cetina, svj. momčadski prvak s reprezentacijom Hrvatske za mlade do 18 godina
- Nives Mladenić, svj. prvakinja 2000.

## Klupski uspjesi
Plasmani po prvenstvima:
1991.: - 

1992.: - 

1993.: Siniša Lencović

1994.: Loren Križ, Dean Cetina 

1995.: Dean Cetina, Zlatko Jugo, Joško Buterin

1996.: Davor Fućak, Aleksandar Fućak, Zlatko Jugo, Joško Buterin

1997.: Joško Buterin 

1998.: Nedjeljko Tibljaš, Zlatko Jugo

1999.: Zoran Cuculić, Zlatko Jugo, Dario Pavia

2000.: Zlatko Jugo, Joško Buterin, Dario Pavia

2001.: - 

2002.: - 

2003.: - 

2004.: - 

2005.: - 

2006.: - 

2007.: - 

2008.: - 

2009.: Snježana Naprta, Anita Selak, Marina Džido, Vesna Tomić, Slavka Kocijan 

2010.: Anita Selak, Marina Džido 

2011.: - 